# Oude Singel
De Oude Singel (op sommige kaarten aangegeven als Oude Vest) is een gracht en straat in de noordelijke binnenstad van de Nederlandse stad Leiden.
De Oude Singel is gesitueerd tussen het Galgewater in het westen en de Haven (onderdeel van de Oude Rijn) in het oosten. Voor het wegverkeer wordt de noordelijke kade de Oude Singel genoemd, en de zuidelijke kade de Oude Vest. Het water tussen de Beestenmarkt en de Turfmarkt/Prinsessekade behoort ook tot de Oude Singel.
Zoals de naam al doet vermoeden was de Oude Singel ooit aangelegd als singel en toenmalige noordgrens van de stad. De straatnaam Oude Vest verwijst naar de vestingwerken die hier gesitueerd waren. Deze verdwenen toen de stad in noordelijke richting werd uitgebreid met als nieuwe grens de Maresingel en Herensingel.
Er zijn een groot aantal historische gebouwen en musea aan de Oude Singel gelegen, waaronder De Grachtwacht, het Stedelijk Museum De Lakenhal (Oude Singel), het Scheltema Complex (Oude Singel), de Groeneveldstichting (Oude Vest) en de Leidse Schouwburg (Oude Vest). Daarnaast vestigt zich sinds 1725 op Oude Singel 68 het studentenhuis “Schijn Bedriegt”. De inwonende studenten behoren inmiddels al ruim 150 jaar tot de Leidse Studenten Vereniging Minerva (LSV Minerva).

## Zijgrachten
De volgende grachten komen op de Oude Singel/Oude Vest uit (van west naar oost):
- Korte Mare (noordzijde)
- Lange Mare (gedempt, zuidzijde)
- Volmolengracht (gedempt, noordzijde)
- Vollersgracht (gedempt, zuidzijde)
- Oostdwarsgracht (gedempt, noordzijde)
- Oude Herengracht

## Bruggen
De bruggen over de Oude Singel (van west naar oost):
- Blauwpoortsbrug

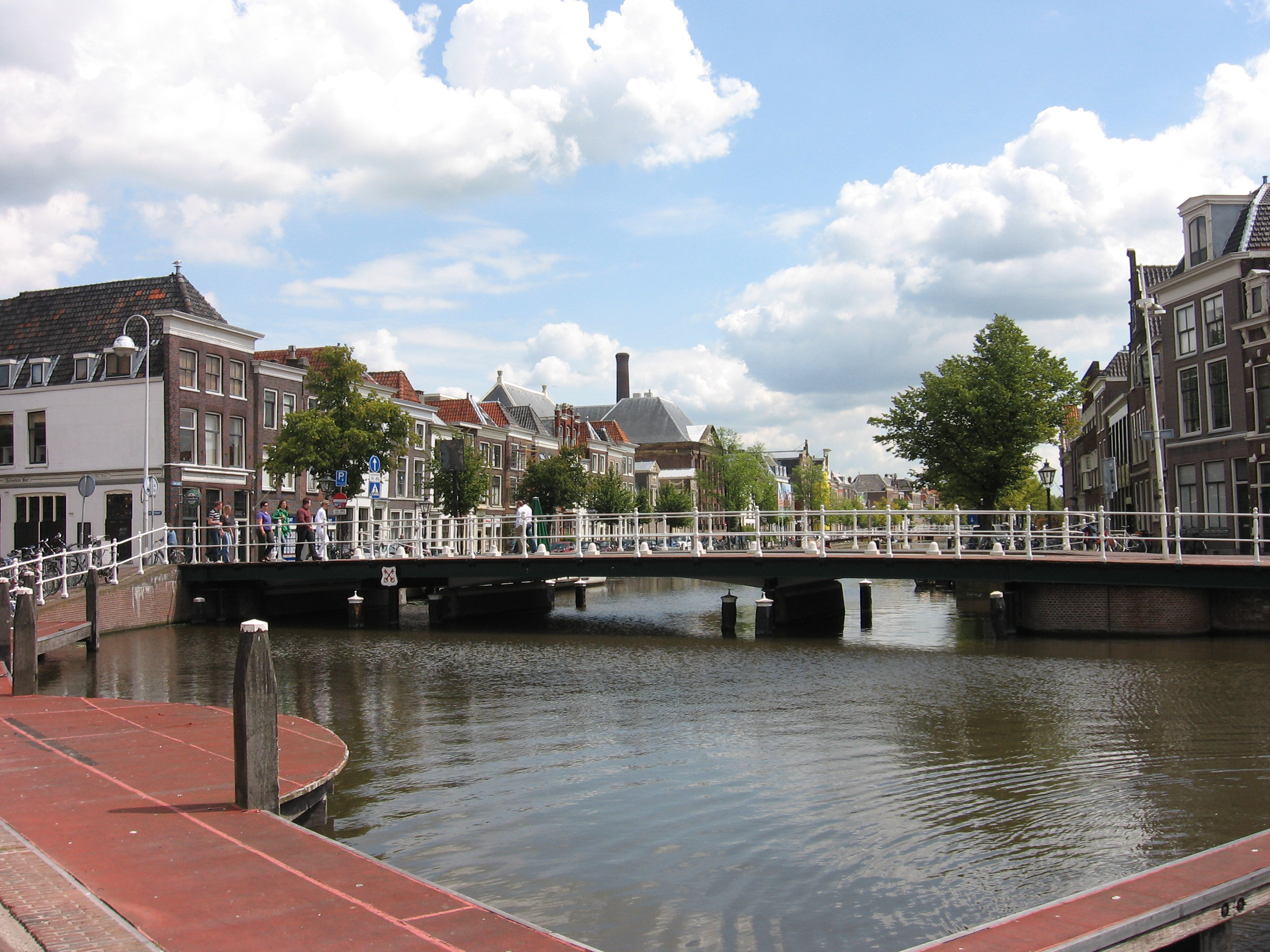
Turfmarktsbrug
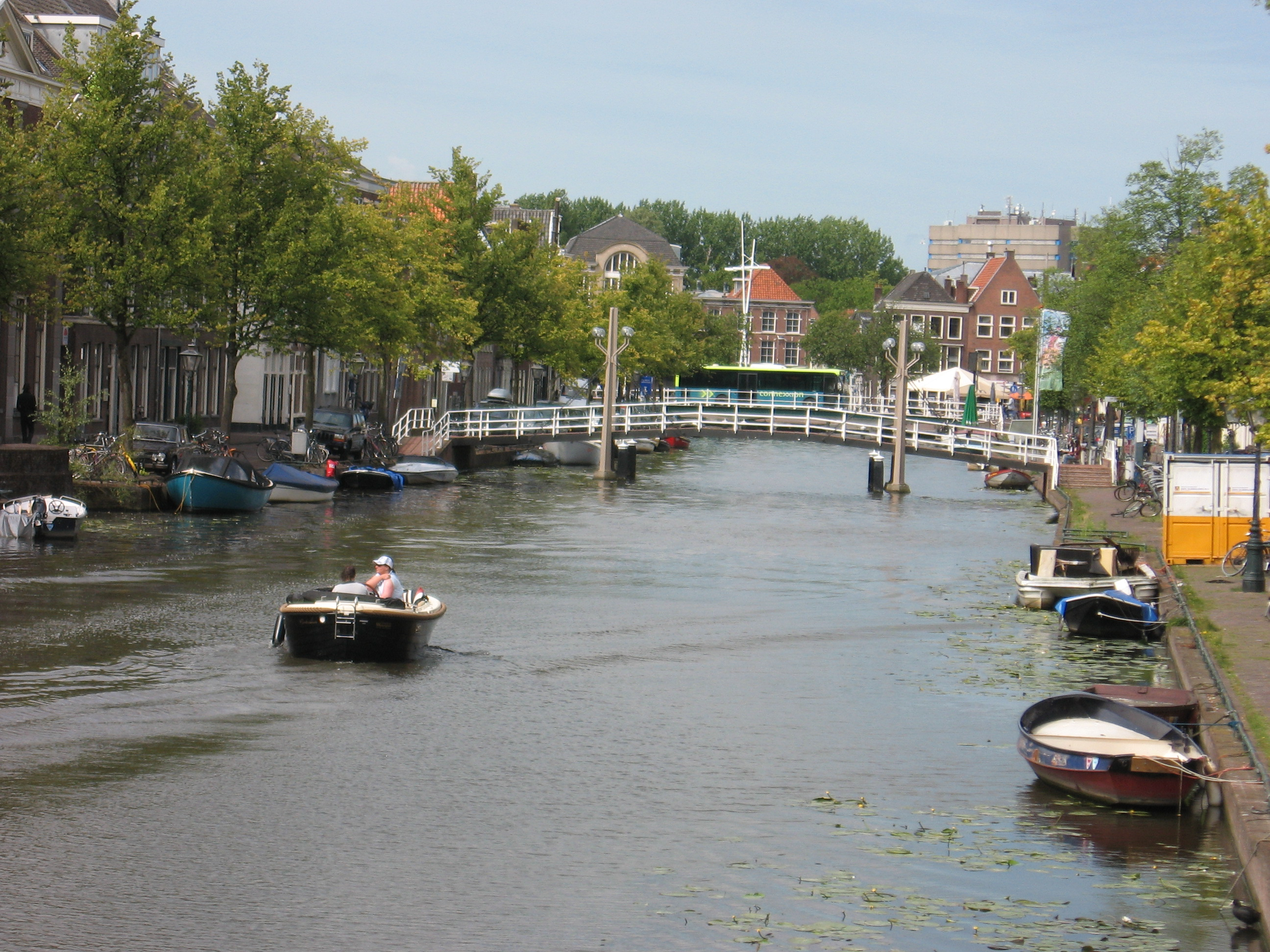
Lijsbethbrug (voetgangersbrug)
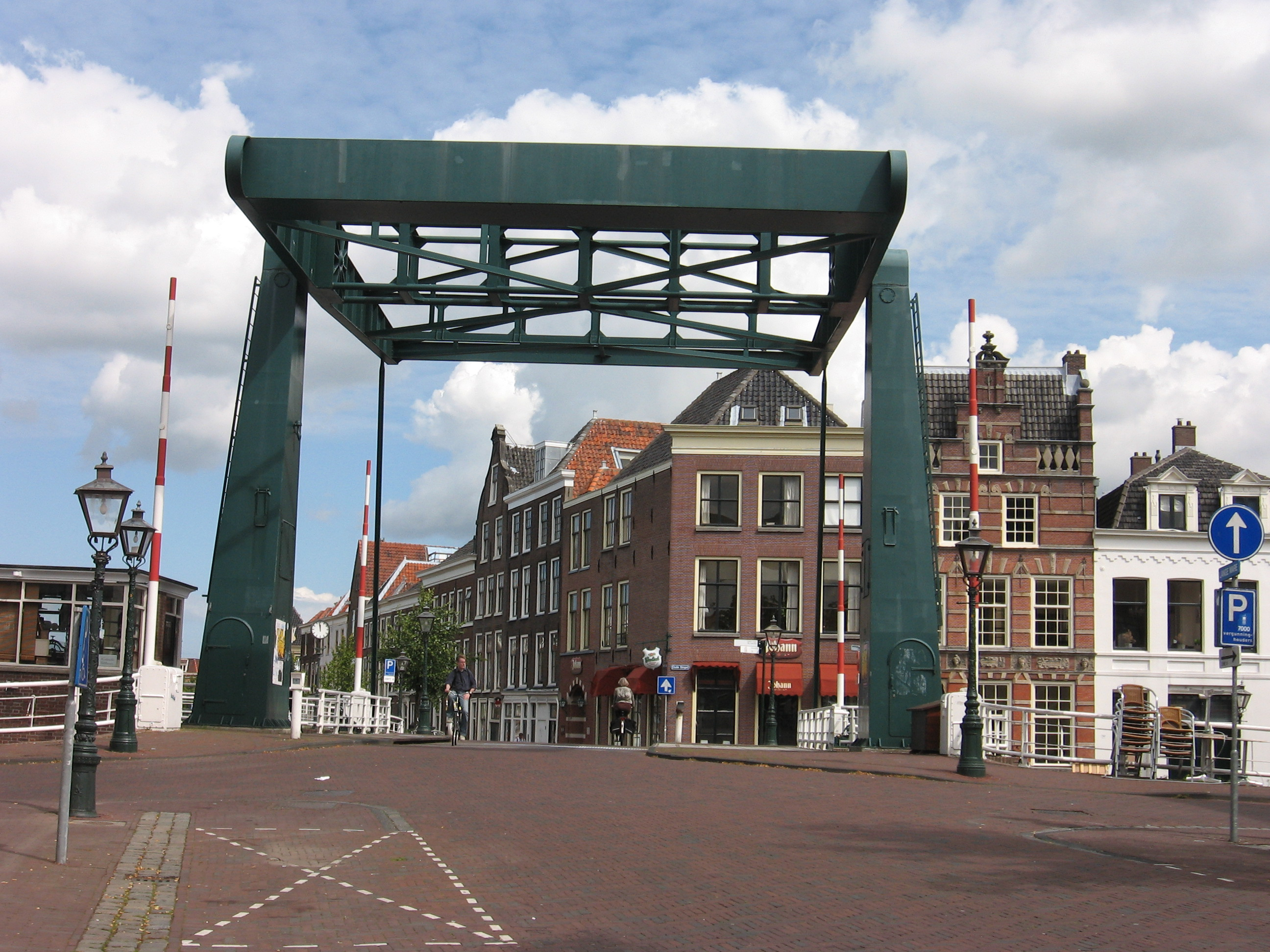
Marebrug
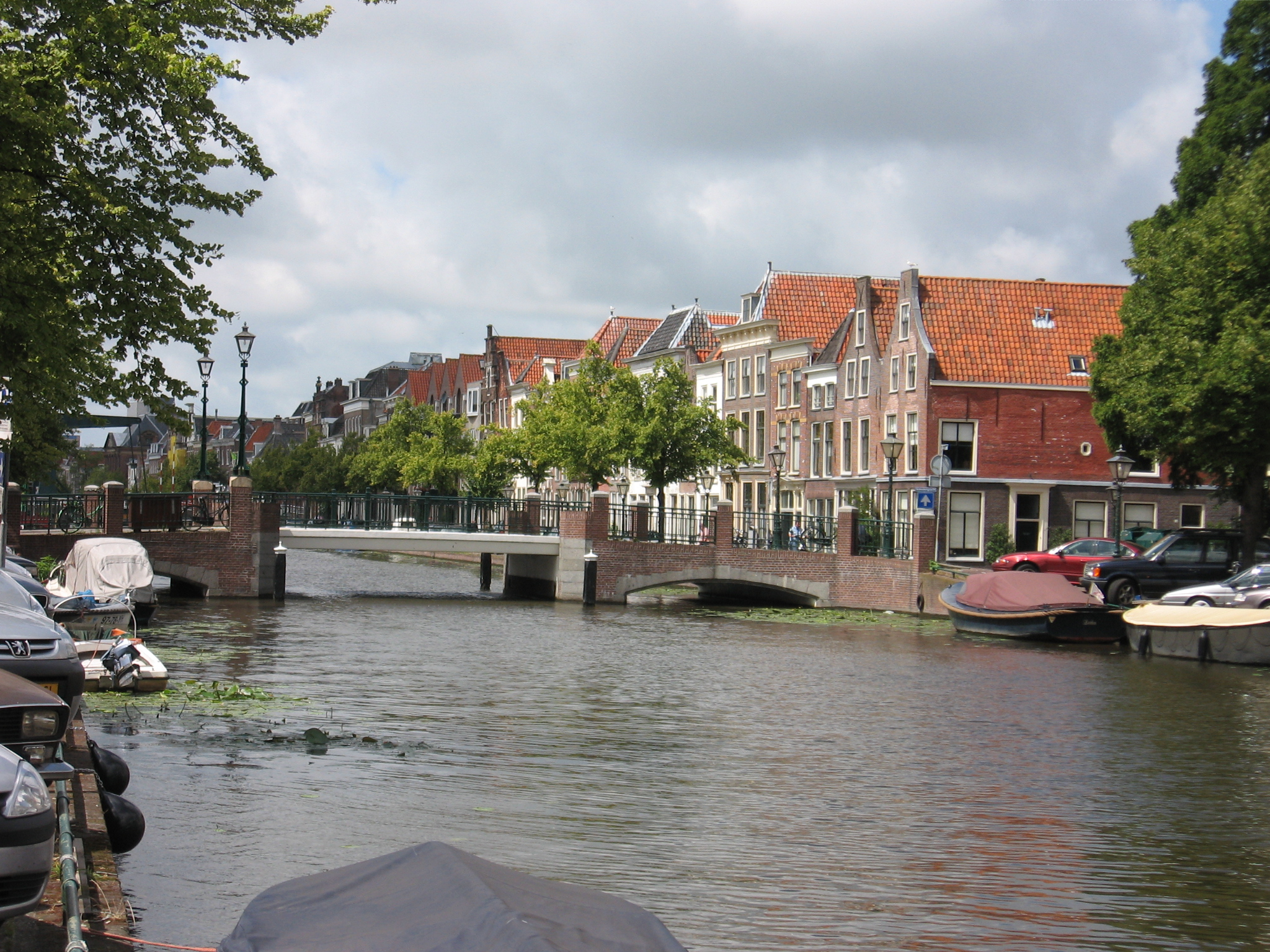
Jan Vossenbrug
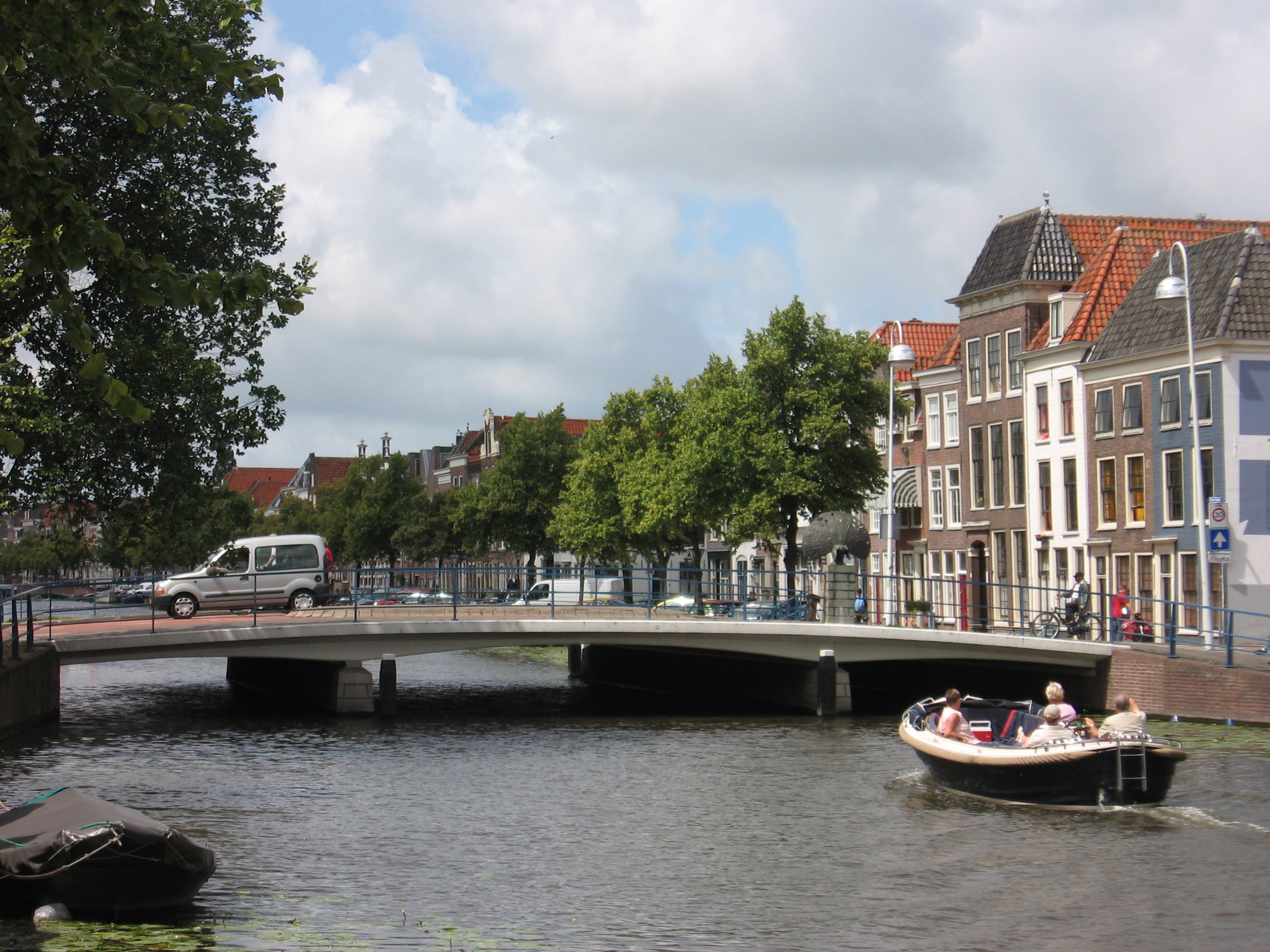
Pauwbrug
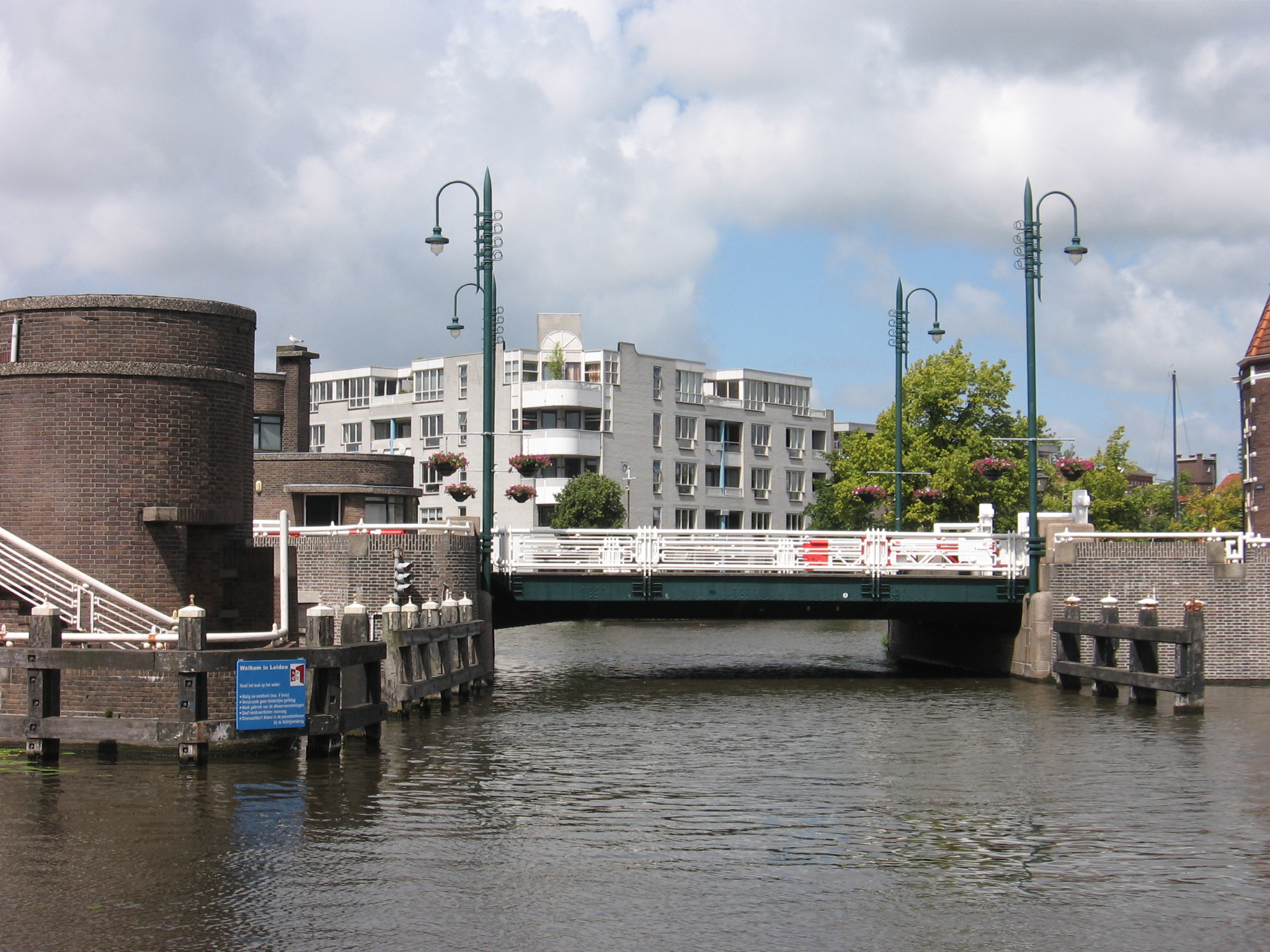
Grote Havenbrug

- Turfmarktsbrug
- Lijsbethbrug
- Marebrug
- Jan Vossenbrug
- Pauwbrug
- Grote Havenbrug